# عبد الله جودح بري
عبد الله جودح بري (بالصومالية: Cabdullaahi Goodax Barre)‏ سياسي صومالي وعضو في البرلمان الاتحادي في الصومال . شغل منصب وزير التربية والتعليم العالي في الصومال كما شغل منصب وزير الداخلية وشؤون الفدرالية 
في 20 يوليو 2011 عُين جودح بري وزيرا للتخطيط والتعاون الدولي في حكومة عبد الولي محمد علي غاس وشغل المنصب حتى 4 نوفمبر 2012 وخلفه في المنصب محمود حسن سليمان الذي أسندت إليه وزارتي المالية والتخطيط، ثم سعيد عبد الله دني في 2014
في 17 يناير 2014 عُين جودح بري وزيرا للداخلية وشؤون الفيدرالية، في حكومة عبد الولي الشيخ أحمد، وخلفه في الوزارة عبد الرحمن محمد حسين (أدوا) المعين في 28 يناير 2014
في 18 يوليو 2018 عينه رئيس الوزراء حسن علي خيري وزيرا للتربية والتعليم، وشغل المنصب حتى 20 أكتوبر 2020 وخلفه الوزير عبد الله حاجي عرب
انتخب في 17 أغسطس 2012 عضوا في مجلس النواب الفيدرالي الصومالي وأعيد انتخابه في المجلس لدورة ثانية في 1 ديسمبر 2016
في 15 يونيو 2023 عُين مستشارا لرئيس هيئة إدارة الكوارث محمود معلم